# آهنغران (مقاطعة غيلانغرب)
آهنغران (بالفارسية: آهنگران) هي قرية تقع في قسم ويجنان الريفي (مقاطعة غيلانغرب) في إيران. يقدر عدد سكانها بـ 29 نسمة بحسب إحصاء 2016.